# Fylkesväg 8860
Fylkesväg 8860 (norska: Fylkesvei 8860) är en primär fylkesväg i Sør-Varangers kommun i Finnmark fylke i norra Norge som går mellan orterna Storskog och Grense Jakobselv. Vägen är 44,3 kilometer lång, delvis asfalterad och delvis belagd med grus. Den passerar bland annat genom byn Tårnet.

## Anslutningar
Fylkesväg 8860 ansluter till:
- Europaväg 105 (vid Storskog)